# Gunomeria sordida
Gunomeria sordida är en stekelart som först beskrevs av Johann Ludwig Christian Gravenhorst 1829.  Gunomeria sordida ingår i släktet Gunomeria och familjen brokparasitsteklar. Arten är reproducerande i Sverige. Inga underarter finns listade i Catalogue of Life.